# Elwin Romnes
Elwin Nelson „Doc“ Romnes (* 1. Januar 1909 in White Bear Lake, Minnesota; † 21. Juli 1984 in Colorado Springs, Colorado) war ein US-amerikanischer Eishockeyspieler (Center), der von 1930 bis 1940 für die Chicago Black Hawks, Toronto Maple Leafs und New York Americans in der National Hockey League spielte.

## Karriere
Während seiner Juniorenzeit spielte Romnes bei den St. Paul Saints in der American Hockey Association.
Als er es schaffte, sich zur Saison 1930/31 in den Kader der Chicago Black Hawks zu kämpfen, gab es nur zwei in den Vereinigten Staaten geborene NHL-Spieler. Die Black Hawks hatten gerade einige sehr enttäuschende Spielzeiten hinter sich, doch durch die Verpflichtung einiger neuer Spieler, zu denen auch Romes zählte, kehrten sie an die Spitze der Liga zurück. Zum Ende seiner ersten Spielzeit erreichte er mit den Hawks die Finalserie um den Stanley Cup, in der Saison 1933/34 war der zweite Anlauf dann auch erfolgreich. Romnes war stets ein sehr fairer Spieler, in keiner seiner Spielzeiten hatte er mehr als acht Strafminuten. Für diese Spielweise erhielt er 1936 die Lady Byng Memorial Trophy. In der Saison 1937/38 hatte er jedoch eine Auseinandersetzung mit Torontos Red Horner. Dieser fügte ihm einen fünffachen Nasenbruch zu. Ironischerweise stand er in der darauffolgenden Saison mit Horner im selben Team. Im Tausch gegen Bill Thoms hatten die Black Hawks an die Toronto Maple Leafs abgegeben.
Nur ein Jahr blieb er in Toronto, bevor er in einem großen Tauschgeschäft an die New York Americans abgegeben wurde. Um Sweeney Schriner nach Toronto zu holen, gab man neben Romnes noch Busher Jackson und drei weitere Spieler ab. Nach nur einem Jahr in New York beendete er seine aktive Karriere.
Später trainierte er die Kansas City Pla Mors, mit denen er den Titel der USHL gewinnen konnte, und das Team der University of Minnesota. Bei der Gründung der United States Hockey Hall of Fame 1973 zählte er zu den ersten aufgenommenen Mitgliedern.

## Sportliche Erfolge
- Stanley Cup: 1934 und 1938

### Persönliche Auszeichnungen
- Lady Byng Memorial Trophy: 1936